# Jules Lepley

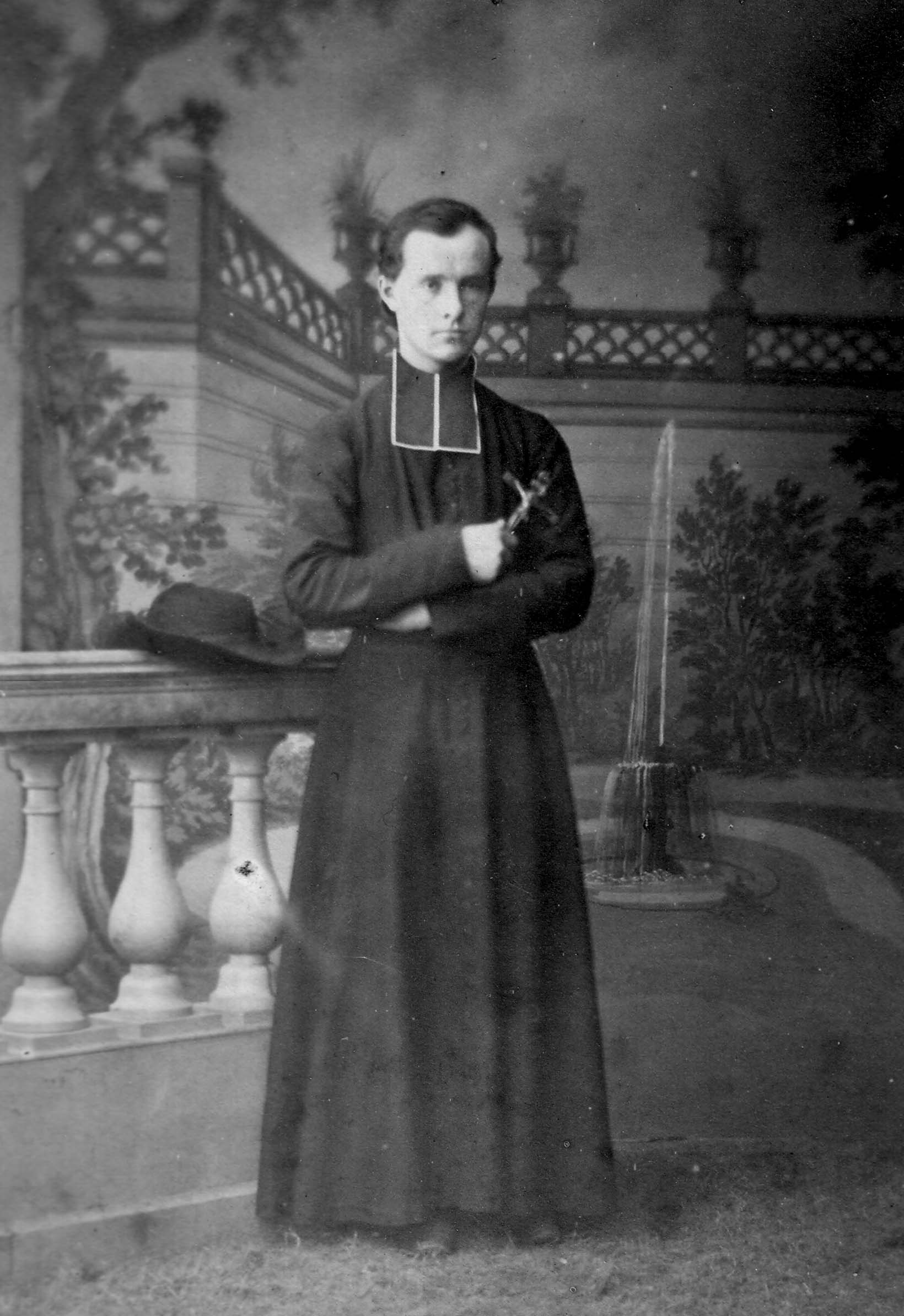
Jules Lepley

Jules Lepley MEP (* 12. Juni 1836 in Bayeux, Julimonarchie; † 24. September 1886 in Hongkong, Kaiserreich China) war ein französischer Missionar und römisch-katholischer Bischof in Shanghai.
Lepley trat um 1858 in die Pariser Mission und wurde am 25. Mai 1861 zum Priester für das Bistum Bayeux-Lisieux geweiht.
Papst Pius IX. ernannte ihn am 22. Dezember 1871 zum Titularbischof von Gabala und Apostolischen Vikar von Süd Szechwan. Joseph Ponsot MEP, Apostolischer Vikar von Yünnan, spendet ihn am 11. Juni 1843 in Long-ki die Bischofsweihe. Bei der Bischofsweihe assistierten Laurent Blettery MEP, der spätere Apostolische Vikar von Ost Szechwan, und Martin-Jean Pontivianne MEP, der spätere Apostolische Vikar von Nord Cochin.
Am 6. März 1886 nahm Papst Leo XIII. seinen Rücktritt an.